# Nasunięcie ramzowskie
Nasunięcie ramzowskie – nasunięcie tektoniczne we wschodniej części Sudetów.
Nasunięcie ramzowskie stanowi granicę tektoniczną oddzielającą strukturę Sudetów Środkowych i Sudetów Wschodnich. Jest to strefa obejmująca nasunięcia Sudetów Środkowych w kierunku wschodnim na Sudety Wschodnie, w których wykształciła się jednocześnie budowa płaszczowinowa. Nasunięcie występuje w stropie Grupy Branny, oddzielając kwarcyty, wapienie krystaliczne i fyllity od nasuniętych na nie metabazytów strefy Starégo Města oraz łupków i paragnejsów kopuły Velkego Vbrna. Linia nasunięcia przebiega na kierunku: południowy zachód – północny wschód, pomiędzy uskokiem Buszyńskim na południu a miejscowością Vápenná na północy.
Na północ od Vapennej Nasunięcie ramzowskie przemieszczone jest na północny wschód na odległość 17 km, aż do okolic miejscowości Javorník w Czechach. W okolicy Javorníka nasunięcie przebiega u podstawy serii, nazywanej jednostką Javorníka, składającej się z przefałdowanych gnejsów typu gierałtowskiego, łupków łyszczykowych i amfibolitów zawierających też wtrącenia serpentynitów. Przemieszczenie zachodzi wzdłuż uskoku brzeżnego sudeckiego. Dalej w kierunku północy, przebieg nasunięcia ramzowskiego na bloku przedsudeckim jest trudny do ustalenia ze względu na złe odsłonięcie skał krystalicznego podłoża. Nasunięcie w kierunku południowym przedłuża się w Nasunięcie moldanubskie będące granicą między strefą płaszczowin moldanubskich i morawskich.

## Inne
- W górskiej części Sudetów Nasunięcie ramzowskie jest dobrze rozpoznane i zdefiniowane, dalej w kierunku północy przebieg nasunięcia jest trudny do ustalenia i jest on odmiennie interpretowany przez różnych naukowców.
- Kierunek przebiegu Nasunięcia ramzowskiego po raz pierwszy wyznaczył w 1897 roku Kretschmer.
- Według teorii Suessa Nasunięcie ramzowskie spełniło w Sudetach rolę wielkiego nasunięcia płaszczowinowego.
- Zdaniem Oberca przemieszczenie zachodzące wzdłuż sudeckiego uskoku brzeżnego jest efektem intersekcyjnym związanym z głębszym rozcięciem erozyjnym bloku przedsudeckiego.
- Duży wkład w wyznaczanie przebiegu nasunięcia ramzowskiego na bloku przedsudeckim wniósł profesor Erich Bederke.
- W świetle najnowszych poglądów Schumanna Sudety Zachodnie i Sudety Wschodnie stanowią fragmenty dwóch płyt litosfery, które w epoce waryscyjskiej uległy kolizji. Szew tektoniczny pomiędzy nimi stanowi strefa Starégo Města. Przebieg głównego nasunięcia wyznacza pas serpentynitów, które reprezentują perydotyty górnego płaszcza ziemi wypiętrzone tektonicznie w spągu nasuniętej płyty. Drugie ważne nasunięcie jest położone w obrębie gabr, gdzie podkreśla je występowanie syntektonicznych intruzji granitoidów. Nasunięcie ramzowskie ma znaczenie drugorzędne. Nie stanowi granicy między Sudetami Wschodnimi a Sudetami Środkowymi, jest jednym z wielu nasunięć oddzielających jednostki tektoniczne Sudetów Wschodnich.
- Na łamach czasopisma Przegląd Geologiczny nr 10 w 1993 r. Zbigniew Cymerman opublikował artykuł pt. Czy w Sudetach istnieje Nasunięcie ramzowskie.